# جوي بارنز
جوي بارنز (بالإنجليزية: Joey Barnes)‏ هو طبال أمريكي، ولد في 13 أغسطس 1976.